# Focke-Wulf Fw 189
Pour les articles homonymes, voir Uhu.
Le Focke-Wulf Fw 189 est un avion de reconnaissance bimoteur bipoutre utilisé par l'Allemagne nazie pendant la Seconde Guerre mondiale, notamment sur le front de l'Est.

## Conception
En février 1937, le Ministère de l'Aviation du Reich établit les spécifications d'un avion de reconnaissance monomoteur doté d'un maximum de capacités visuelles, préparant déjà la succession du Henschel Hs 126 qui débutait tout juste ses essais.
L'entreprise Arado est préférée, et trois prototypes Ar 198 sont commandés, mais cette demande incite l'entreprise Focke-Wulf à développer le projet alternatif du Focke-Wulf Fw 189 à deux fuselages latéraux équipé de deux moteurs légers Argus As 10 et un fuselage central en gondole, tandis que Blohm & Voss propose quelque chose de beaucoup plus radical, l'aéroplane asymétrique Blohm & Voss BV 141 dessiné par Richard Vogt.
Le Focke-Wulf Fw 189 Uhu (Bubo) vole pour la première fois en 1938 (Fw 189 V1), et entre en service en 1940. Il est produit jusqu'à la mi-1944. Probablement le meilleur avion de reconnaissance en service au cours de la Seconde Guerre mondiale, le Fw 189 a été produit en grande quantité, principalement à l'usine Focke-Wulf de Brème mais aussi à l'usine de Bordeaux-Mérignac (qui produit aujourd'hui le Rafale de Dassault Aviation), dans la France occupée et également à l'usine Aero Vodochody de Prague, dans la Tchécoslovaquie occupée. La production totale a été de 864 avions, toutes variantes confondues.

## Engagements

### Avion de reconnaissance
Surnommé l'« Œil volant » (« Flying Eye » en anglais) de l'armée allemande par les Alliés, le Fw 189 a été largement utilisé sur le Front de l'Est où il a réussi au-delà des prévisions les plus optimistes. Il est largement connu sous le nom de Rama (« cadre » en français) chez les pilotes et les soldats russes en raison de son apparence aisément reconnaissable. Malgré son apparence fragile, le Fw 189 possède une excellente manœuvrabilité et une agilité qui le rendait très difficile à atteindre pour les pilotes de chasse russes. Lorsqu'il est attaqué, le Fw 189 a souvent été en mesure d'attaquer à son tour en s'engageant simplement dans une manœuvre en cercle serré que l'ennemi n'arrivait pas à suivre. Sa solidité a été régulièrement démontrée par les Fw 189 qui rentraient à leurs bases même très endommagés, même avec une queue sévèrement touchée voire arrachée.

### Chasseur nocturne
Quelques Fw 189 furent spécialement modifiés comme plate-forme radar de chasse de nuit et essayés fin 1943 par les unités du Front de l’Est pour remplacer les Focke-Wulf Fw 58, mais l'essai ne fut pas concluant et l’aviation allemande a préféré conserver ses Weihe jusqu’à l’arrivée des Heinkel He 219.

## Variantes
Le modèle principalement produit fut le Fw 189A, avion de reconnaissance construit essentiellement en deux variantes, le A-1 et le A-2.
- Fw 189 V2 : deuxième prototype.
- Fw 189 V3 : troisième prototype.
- Fw 189 A-0 : dix avions de pré-production pour les tests et les essais opérationnels.
- Fw 189 A-1 : première version de production, armée de deux mitrailleuses MG 15 pivotantes de 7,92 mm (0,31 inch) monté en dorsale et à l'arrière, deux mitrailleuses MG 17 de 7,92 mm sur chaque aile, plus quatre bombes de 50 kg. Il pouvait transporter une Rb 20/30 ou 50/30.
- Fw 189 A-1 Trop : version tropicalisée du Fw 189 A-1, muni d'équipement de survie pour le désert.
- Fw 189 A-1/U2 : version de transport pour VIP du Fw 189 A-1.
- Fw 189 A-1/U3 : version de transport pour VIP du Fw 189 A-1.
- Fw 189 A-2 : les mitrailleuses MG 15s sont remplacées par une mitrailleuse MG 182 à double barillet de 7,92 mm (0,31 inch).
- Fw 189 A-3 : version d'entraînement biplace à double contrôle. Construit en petit nombre.
- Fw 189 A-4 : version légère d'attaque au sol, armée de deux canons MG 151/20 de 20 mm aux racines de chaque aile, équipée d'un blindage de protection sur le dessous du fuselage, les moteurs et les réservoirs de carburant.

Le Fw 189 B est une version d'entraînement à cinq places, mais seulement treize avions ont été construits
- Fw 189 B-0 : Trois avions de pré-production.
- Fw 189 B-1 : version d'entraînement à cinq places. Dix ont été construits.

Le Fw 189 C version lourdement blindée pour l'attaque au sol, une variante dédiée au soutien rapproché, équipé d'un armement lourd et d'un cockpit modifié et blindé. Mais ses deux prototypes (V1b et V6) s'avèrent peu satisfaisants, et cette version ne passe pas en production.
- Fw 189D : Projet d'hydravion d'entraînement à deux flotteurs. Non construit.
- Fw 189E : Projet de version, équipé de deux moteurs en étoile Gnome et Rhône 14M de 522 kW (700 ch)
- Fw 189 F-1 : nouvelle motorisation du Fw 189 A-1, muni de deux moteurs Argus As 411 MA-1 de 433 kW (580 ch).
- Fw 189 F-2 : Équipé de train d'atterrissage électrique, d'une capacité en carburant augmentée et de blindage supplémentaire, motorisé par deux moteurs Argus As 411 MA-1 de 433 kW (580 ch).

## Pays opérateurs
Reich allemand
- Luftwaffe

 Hongrie
- Force aérienne de Hongrie

Slovaquie
- Force aérienne slovaque

## Avion conservé
Un Fw 189 a survécu jusqu'à aujourd'hui. Le 4 mai 1943, le Fw 189 V7+1H (Werk Nr.. 2100) basé à Pontsalenjoki décolle pour une mission visant à photographier la base aérienne de Loukhi-3 (en) d'une altitude de 6 000 m, puis à poursuivre vers le nord le long de la ligne ferroviaire Mourmansk-Leningrad. Environ 31 minutes après le décollage cet avion est attaqué par des Hawker Hurricane soviétiques. L'avion plonge du nez pour échapper à ses poursuivants, mais à cause des dommages déjà subis, il ne peut pas sortir de sa manœuvre à temps et heurte la cime des arbres. La queue est arrachée, et la nacelle d'équipage se retrouve la tête en bas dans les arbres. Le pilote, Lothar Mothes, survit, mais un homme d'équipage est tué au cours du crash et le second finit par mourir d'une hémorragie, ayant une jambe sectionnée. Le pilote parvient à survivre pendant deux semaines à des températures inférieures à zéro, en évitant les patrouilles russes et en mangeant l'écorce des arbres et des vers, et il regagne à pied sa base. Lothar Mothes passe les neuf mois suivant dans un hôpital, récupérant de graves engelures, avant de revenir sur la ligne de front, pour voler encore pour une centaine de missions de guerre.
En 1991, l'épave du V7+1H est retrouvée dans la forêt russe où il est resté pendant 48 ans. L'appareil est acheté par un groupe de Britanniques passionnés d'aviation, et est expédié vers le Royaume-Uni, arrivant dans la ville de Worthing, dans le West Sussex, en mars 1992. La Focke Wulf 189 Restoration Society est créée pour remettre l'avion en état de vol. Son premier pilote, Lothar Mothes, retrouva son avion en 1996, au meeting aérien de Biggin Hill.

## Spécifications (Focke-Wulf Fw 189 A-1)

### Caractéristique générales
Équipage: 3
Longueur : 12 m
Envergure : 18,4 m
Hauteur : 3,7 m
Poids à vide : 2 680 kg
Poids en pleine charge : 3 950 kg
Motorisation : 2× Argus As 410, 350 kW (465 ch) chacun

### Performances
Vitesse max. : 357 km/h à 2 600 m
Autonomie : 670 km
Plafond : 8 400 m
Vitesse ascensionnelle : 8,3 m/s
Charge alaire : 103,9 kg/m2
Puissance massique : 0,177 kW/kg

### Armement
- 2 × 7,92 mm mitrailleuse MG 17 monté à la racine des ailes, tirant vers l'avant.
- 1 × 7,92 mm mitrailleuse MG 15 en position dorsale, monté sur pivot, tirant vers l'arrière
- 1 × 7,92 mm mitrailleuse MG 15 dans le cône arrière, monté sur pivot, tirant vers l'arrière (optionnel)
  - Dans les dernières versions, la MG 15 est remplacée part une mitrailleuse MG 81Z bi-tube, de 7,92 mm
- 4 × 50 kg bombes

## Photographies

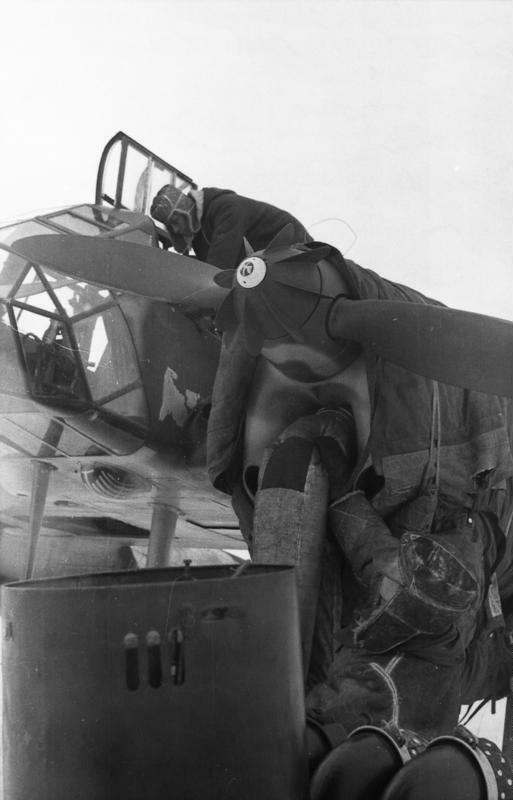
Vue de côté (photographie prise en Norvège)
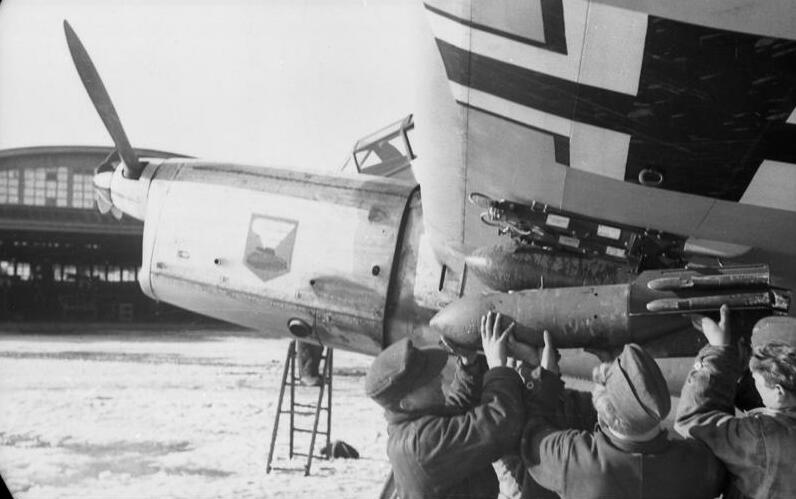
Armement (photographie prise en Russie)
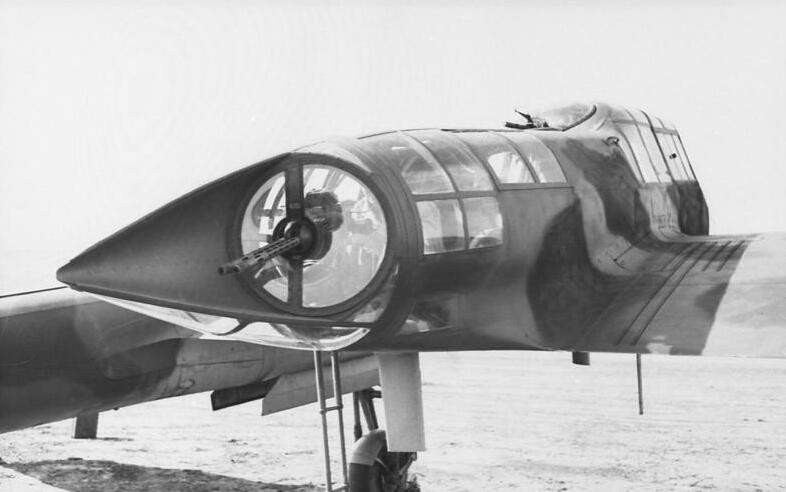
Vue de l'arrière (photographie prise en France)
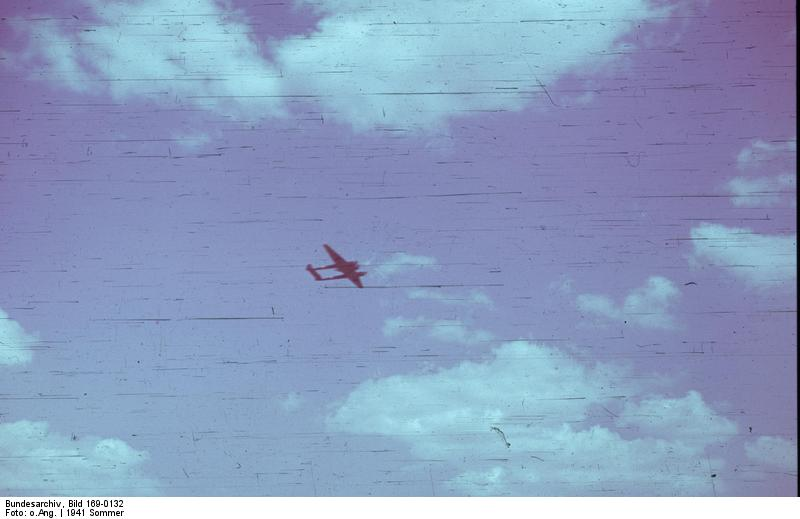
En vol